# Малокибечское сельское поселение
Малокибечское се́льское поселе́ние — муниципальное образование в Канашском районе Чувашии Российской Федерации.
Административный центр — село Малые Кибечи.

## История
Статус и границы сельского поселения установлены Законом Чувашской Республики от 24 ноября 2004 года № 37 «Об установлении границ муниципальных образований Чувашской Республики и наделении их статусом городского, сельского поселения, муниципального района и городского округа»

## Население
| 2010  | 2012  | 2013  | 2014  | 2015  | 2016  | 2017  |
| ----- | ----- | ----- | ----- | ----- | ----- | ----- |
| 1150  | ↘1115 | ↘1086 | ↘1068 | ↘1052 | ↘1033 | ↘1018 |
| 2018  | 2019  | 2020  | 2021  |       |       |       |
| ↘1011 | ↘983  | ↘961  | ↘937  |       |       |       |

## Состав сельского поселения
| № | Населённый пункт | Тип населённого пункта       | Население |
| - | ---------------- | ---------------------------- | --------- |
| 1 | Берёзовка        | деревня                      | →45       |
| 2 | Малые Кибечи     | село, административный центр | →1105     |